# Flori Lang
Flori Lang (Zúrich, 30 de enero de 1983) es un deportista suizo que compitió en natación.
Ganó una medalla de plata en el Campeonato Europeo de Natación de 2008 y dos medallas en el Campeonato Europeo de Natación en Piscina Corta, plata en 2011 y bronce en 2003.

## Palmarés internacional
| Campeonato Europeo                  | Campeonato Europeo       | Campeonato Europeo | Campeonato Europeo |
| Año                                 | Lugar                    | Medalla            | Prueba             |
| ----------------------------------- | ------------------------ | ------------------ | ------------------ |
| 2008                                | Eindhoven (Países Bajos) | Medalla de plata   | 50 m espalda       |
| Campeonato Europeo en Piscina Corta |                          |                    |                    |
| Año                                 | Lugar                    | Medalla            | Prueba             |
| 2003                                | Dublín (Irlanda)         | Medalla de bronce  | 4 × 50 m estilos   |
| 2011                                | Szczecin (Polonia)       | Medalla de plata   | 50 m espalda       |